# 櫻木站 (靜岡縣)

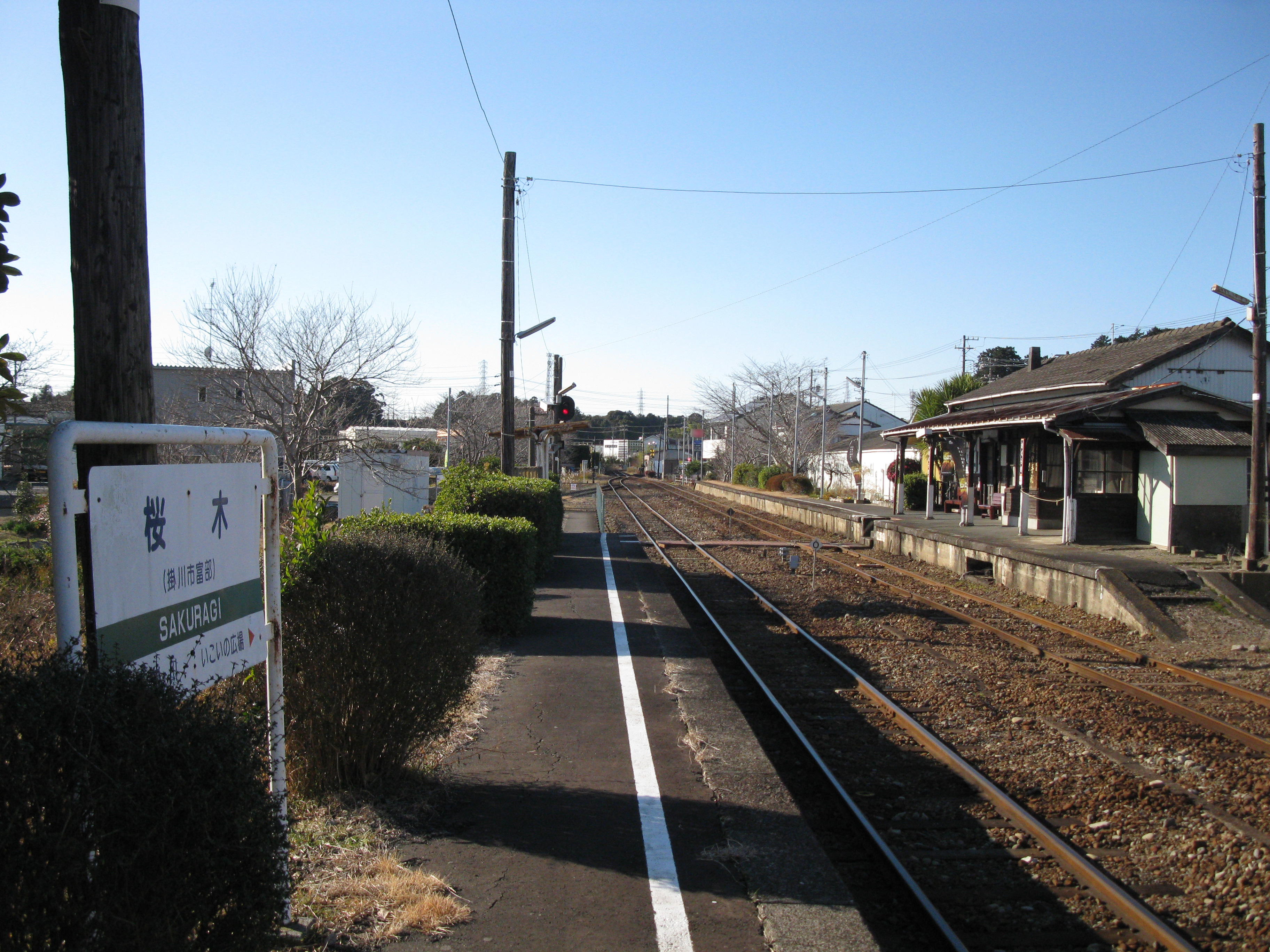
月台（2011年1月）

櫻木站（日语：／ Sakuragi eki */?）是位於靜岡縣掛川市富部，屬於天龍濱名湖鐵道的天龍濱名湖線車站。此站在國鐵二俁線時代曾名為遠江櫻木站。

## 歷史
- 1935年4月17日：國鐵二俁線遠江森站至掛川站之間開通，此站啟用，為一般車站。當時車站名為遠江櫻木站[1]。
- 1971年（昭和46年）11月15日 - 結束貨物起卸業務，成為旅客車站。
- 1987年（昭和62年）3月15日 - 二俁線由天龍濱名湖鐵道接管，成為天龍濱名湖鐵道車站。同時改名為櫻木站。
- 2009年（平成21年）11月1日 - 成為無人車站。
- 2011年（平成23年）1月26日 - 車站大樓與上行月台被登錄成為登錄有形文化財[2]。

## 車站構造
此站是地面車站，設有2面2線的相對式月台。此站是無人車站，站房和鄰接的上行月台（掛川方向）被登錄為國家登錄有形文化財。上下行月台之間透過站內平交道連接。站內設有車站出入口，下行（天龍二俁方向）月台也設有出入口。

### 月台
| 月台         | 路線          | 上下行 | 方向                 |
| ------------ | ------------- | ------ | -------------------- |
| 車站大樓一方 | ■天龍濱名湖線 | 上行   | 掛川方向             |
| 車站大樓對面 | ■天龍濱名湖線 | 下行   | 天龍二俁、新所原方向 |

## 使用狀況
以下為近年1日平均乘車人次。
| 乘車人次變化 | 乘車人次變化      |
| 年度         | 一日平均 乘車人次 |
| ------------ | ----------------- |
| 2008         | 147               |
| 2009         | 139               |
| 2010         | 127               |
| 2011         | 152               |
| 2012         | 156               |
| 2013         | 151               |
| 2014         | 155               |
| 2015         | 145               |
| 2016         | 161               |
| 2017         | 162               |
| 2018         | 158               |

## 車站周邊
車站位於富部村落內。車站北邊設有商店、餐廳數間。此站至原谷站之間與靜岡縣道40號掛川天龍線並行。車站南邊200米處設有山葉工場。

### 車站大樓側（北方，富部方向）
- 掛川市消防總部（日语：掛川市消防本部）中央消防署西分署
- 掛川市立櫻丘中學
- 富部區公會堂
- JA掛川市（日语：掛川市農業協同組合）西部分店
- Seria（日语：セリア_(100円ショップ)）掛川店
- 杏林堂（日语：杏林堂）掛川下垂木店
- 超級中心大桑（日语：オークワ）掛川店
- 白貓（咖啡店）
- 東方美食（中華料理）
- 魚餐 粹
- 什錦燒安藝
- 山崎製菓鋪（和菓子）
- Clock House（鐘錶修理）
- 完美自由教團掛川分所
- 世界救世教（日语：世界救世教）布教所

### 車站南邊（岡津方向）
- JA掛川市水稻中心
- 山葉掛川工場
  - 山葉和諧廣場
- 山葉鋼琴技術學院（日语：ヤマハピアノテクニカルアカデミー）
- 躍馬發動機躍馬技術中心（日语：ヤマハテクニカルセンター）
- 多比建設工業中部分店
- 東名岡津巴士站（日语：岡津バスストップ） - 1.3公里 步行16分鐘

## 相鄰車站
天龍濱名湖鐵道
天龍濱名湖線
西掛川－櫻木－憩之廣場

## 注腳
1. ↑  日本《官報》第2478號「鐵道省告示第152號」，大藏省印刷局：1935年4月10日，第326頁。
2. 1 2  【文化財を登録有形文化財に登録する件】 （平成23年文部科學省告示第2號） 《官報》 平成23年（2011年）1月26日付 號外、第16号 pp. 46-51
3. ↑  掛川市統計書

## 外部連結
- 憩之廣場站 （页面存档备份，存于）（日語） - 天龍濱名湖鐵道株式會社